# Chip ’n Dale Rescue Rangers
«Disney’s Chip ’n Dale Rescue Rangers» (яп. チップとデールの大作戦, Тіпу то Де:ру но Даісакусен, Місія Чіпа і Дейла) — відеогра за мотивами мультсеріалу «Чіп і Дейл — бурундучки-рятівнички», випущена Capcom для ігрової приставки NES в 1990 році, 8 червня в США і Японії, а 12 грудня в Європі.

## Сюжет і геймплей
Чіп або Дейл (або обидва відразу в режимі спільної гри двох гравців), рятувальники — бурундуки, починають рятувальну операцію, мета якої — знайти загублене кошеня, і в ході пошуків виявляють себе залученими в інтригу, підготовлену котом Котярою. Намагаючись повернути викрадену ним Пружинку, Чіп і Дейл руйнують його плани.
Гра виконана в жанрі платформер з боковим (на деяких рівнях вертикальним) скроллінгом. Основною зброєю бурундуків є предмети, розподілені по ігрових рівнях: ящики, яблука, гайки, колоди і бомби. Ящики можуть містити в собі різні бонуси, також їх можна використовувати як укриття (але, на відміну від гайок, вони ламаються при першому ж вдалому кидку в противника). Під час гри удвох бурундучки можуть переносити один одного (зазвичай ця можливість використовується, щоб один гравець міг закинути другого в секретне або важкодоступне місце).
Вороги в грі різноманітні, кожен рівень характеризується своїм набором супротивників. Зустрічаються персонажі з мультсеріалу як в ролі лиходіїв (механічні собаки, інопланетяни, здатні змінювати вигляд і т. д.), так і в ролі неігрових персонажів (Роккі допомагає подолати стіни на бонусних рівнях, Вжик виконує роль охоронця, нейтралізуючи всіх супротивників, які перебувають на екрані). Гравцям також необхідно уникати різних перешкод і пасток, таких як електричні розряди, гідравлічні преси, канцелярські кнопки і т. д.
В кінці більшості рівнів гравця очікує бій з проміжним босом, в фіналі гри відбудеться поєдинок з самим Котярою.

## Сиквели
В 1993 році Capcom випустила продовження гри — Chip 'n Dale: Rescue Rangers 2. Сіквел істотно відрізнявся поліпшеною графікою і дизайном рівнів і персонажів, при цьому геймплей зазнав вельми незначних змін.

## Оцінка і критика
| Видання                   | Оцінка    |
| ------------------------- | --------- |
| Electronic Gaming Monthly | 7.75 / 10 |
| Nintendo Power            | 4 / 5     |

Костянтин Говорун з «Країни ігор» в ретроспективному огляді помітив, що гра кардинально відрізняється від багатьох «наслідувань» серії ігор  Super Mario Bros. , і назвав її класикою жанру з достатком «оригінальних знахідок», яка «ідеально передає атмосферу мультсеріалу».

### Публікації
- Энциклопедия лучших игр для Dendy, выпуск второй. — ISBN 5-93603-065-2. (рос.)